# ヴィブラスラップ
ヴィブラスラップ（英語: Vibraslap）は、体鳴楽器に分類される打楽器で、キハーダの代用として用いられる。ラテンパーカッション社（LP社）が開発し、特許を取得していた。また、LP社の登録商標（Vibra-Slap®）であり、一般名称ではない。競合のマイネル社は同種の楽器を「ロアー」（The Roar）と呼んでいる。
本項ではLP社の製品を含む、同種の構造のキハーダ代替楽器について説明する。

## 概要
二重L字形に折り曲げられた太い針金の一方に木製の箱が付いていて、他方におもりが付いている。箱の中には鉄の小片が入っていて、箱が揺れるとこの小片が箱に当たり音を出す。演奏にあたってはL字形の底部を片手で持ち、おもりを手で叩くか、膝などにおもりを打ち付ける。「カーッ！」という乾いた甲高い揺れる音が鳴る。

## LP社以外の呼称
- ロアー（The Roar） - マイネル（英語版、ドイツ語版）
- キハーダ（quijada）[注 1] - ソナー